# Calycophysum
Calycophysum là một chi thực vật có hoa trong họ Cucurbitaceae.

## Hình ảnh

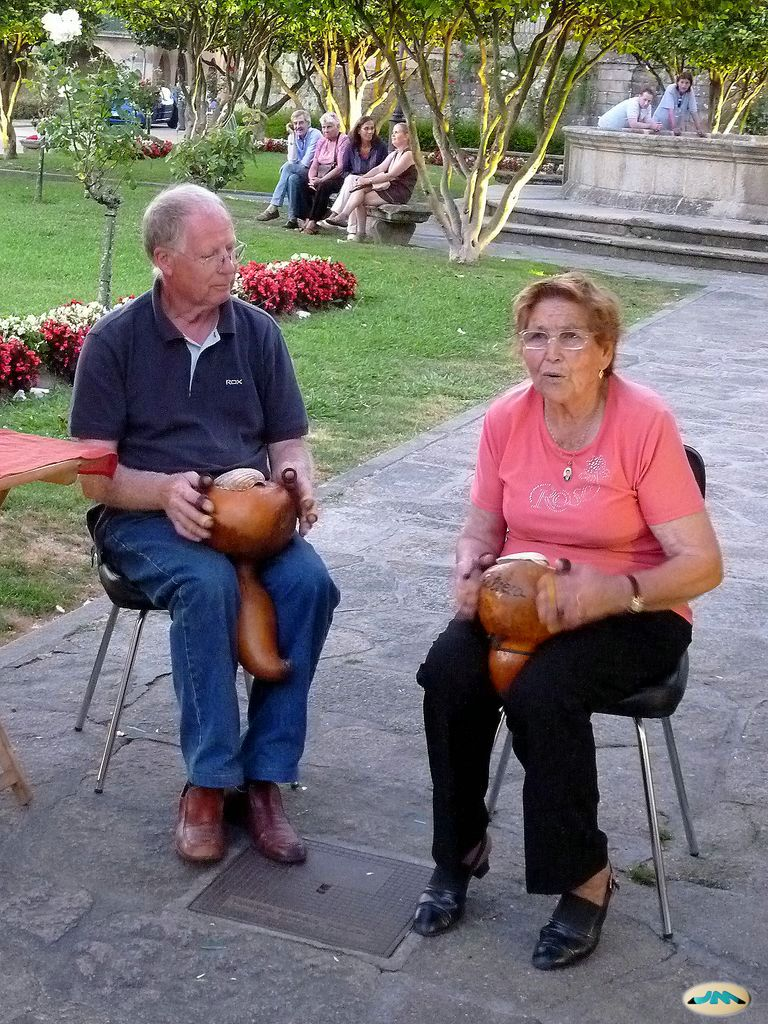
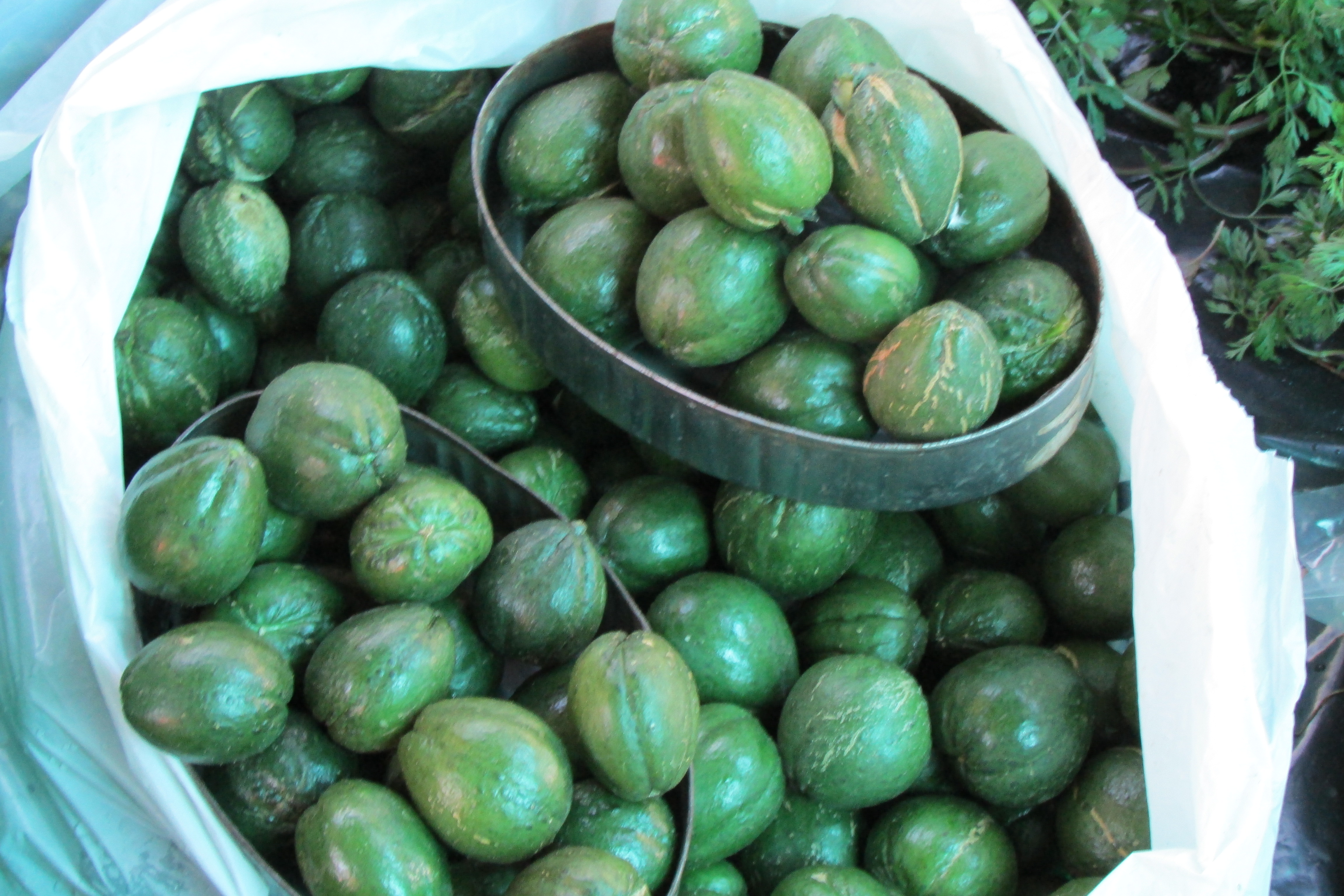

## Loài
Chi Calycophysum gồm các loài: